# Полга, Андерсон
А́ндерсон Корре́а По́лга (порт.-браз. Ânderson Corrêa Polga; род. 9 февраля 1979, Сантиагу) — бразильский футболист, центральный защитник. Выступал в сборной Бразилии.

## Карьера
Начал карьеру профессионального футболиста в клубе «Гремио». Наивысшим достижением Полги в Бразилии стал выход в полуфинал Кубка Либертадорес 2002; в полуфинале «Гремио» по пенальти уступил парагвайской «Олимпии». В следующем сезоне «Гремио» дошёл до четвертьфинала Кубка Либертадорес. Летом 2003 года перешёл в «Спортинг». Все годы в Португалии был основным центральным защитником команды, но в финале Кубка УЕФА 2004/05 остался в запасе. В каждом сезоне участвовал в матчах еврокубков. С 2007 года является вице-капитаном команды.
Дебютировал в сборной Бразилии 31 января 2002 года в товарищеском матче против Боливии, закончившемся победой бразильцев со счётом 6:0, причём последний гол забил Полга. Участвовал в Чемпионате мира 2002, на котором сыграл в двух матчах группового этапа. Последний раз играл за сборную 30 апреля 2003 года.
В 2012 году Андерсон Полга вернулся в Бразилию, став игроком победителя Кубка Либертадорес 2012 «Коринтианса» был включён в заявку на Клубный чемпионат мира, в обоих матчах (полуфинале и финале) на поле не появлялся, однако формально стал победителем турнира вместе со своими партнёрами.

## Достижения
- Чемпион мира (1): 2002
- Обладатель Кубка Португалии (2): 2006/07, 2007/08
- Обладатель Суперкубка Португалии (2): 2007, 2008
- Победитель Клубного чемпионата мира (1): 2012 (не играл)